# ...And So This Is Christmas
...And So This Is Christmas è un album del gruppo vocale italiano dei Neri per Caso, pubblicato nel 1996.
Il disco contiene delle cover di note canzoni, i cui testi parlano del Natale.

## Tracce
1. Quando (Il gobbo di Notre Dame)
2. Happy Xmas (War Is Over)
3. Oh Happy Day
4. God Rest You Merry Gentleman
5. Jingle Bells
6. White Christmas
7. We wish you a Merry Christmas
8. Quando (Il gobbo di Notre Dame, a cappella)

## Formazione
- Ciro Caravano - voce, cori
- Gonzalo Caravano - voce, cori
- Diego Caravano - voce, cori
- Mimì Caravano - voce, cori
- Mario Crescenzo - voce, cori
- Massimo de Divitiis - voce, cori